# Neotrichoporoides leopardinus
Neotrichoporoides leopardinus är en stekelart som först beskrevs av De Santis 1957.  Neotrichoporoides leopardinus ingår i släktet Neotrichoporoides och familjen finglanssteklar. Inga underarter finns listade i Catalogue of Life.